# Vurum József
Vurum József (Nagyszombat, 1763. november 24. – Nyitra, 1838. május 2.) székesfehérvári, váradi, majd nyitrai püspök.

## Élete
Középiskoláit Trencsénben, Pozsonyban és Nagyszombatban végezve. 1781-ben a nyitrai növendékpapok közé vették fel; 1788-ban felszenteltetett; 1791-ben a nyitrai líceumban teológiai tanár lett. 1805. március 1-jétől egri kanonok, kompolti apát, majd líceumi igazgatóként tevékenykedett. 1816. június 2-án székesfehérvári püspökké, 1819. október 19-én helytartósági tanácsossá neveztetett ki. 1821. december 21-én áthelyezték Nagyváradra, majd 1827. május 27-én nyitrai püspök lett és ott is halt meg 1838-ban. 1833-ban árvanevelő-intézetet alapított, végrendeletében ezen intézetre alapítványul 250 000 forintot hagyott; a nyitrai káptalannak 12 000 forintot adott; egyéb hagyományait felsorolja Pauer János.

### Művei

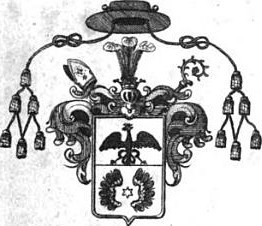
Vurum József címere székesfehérvári püspökként
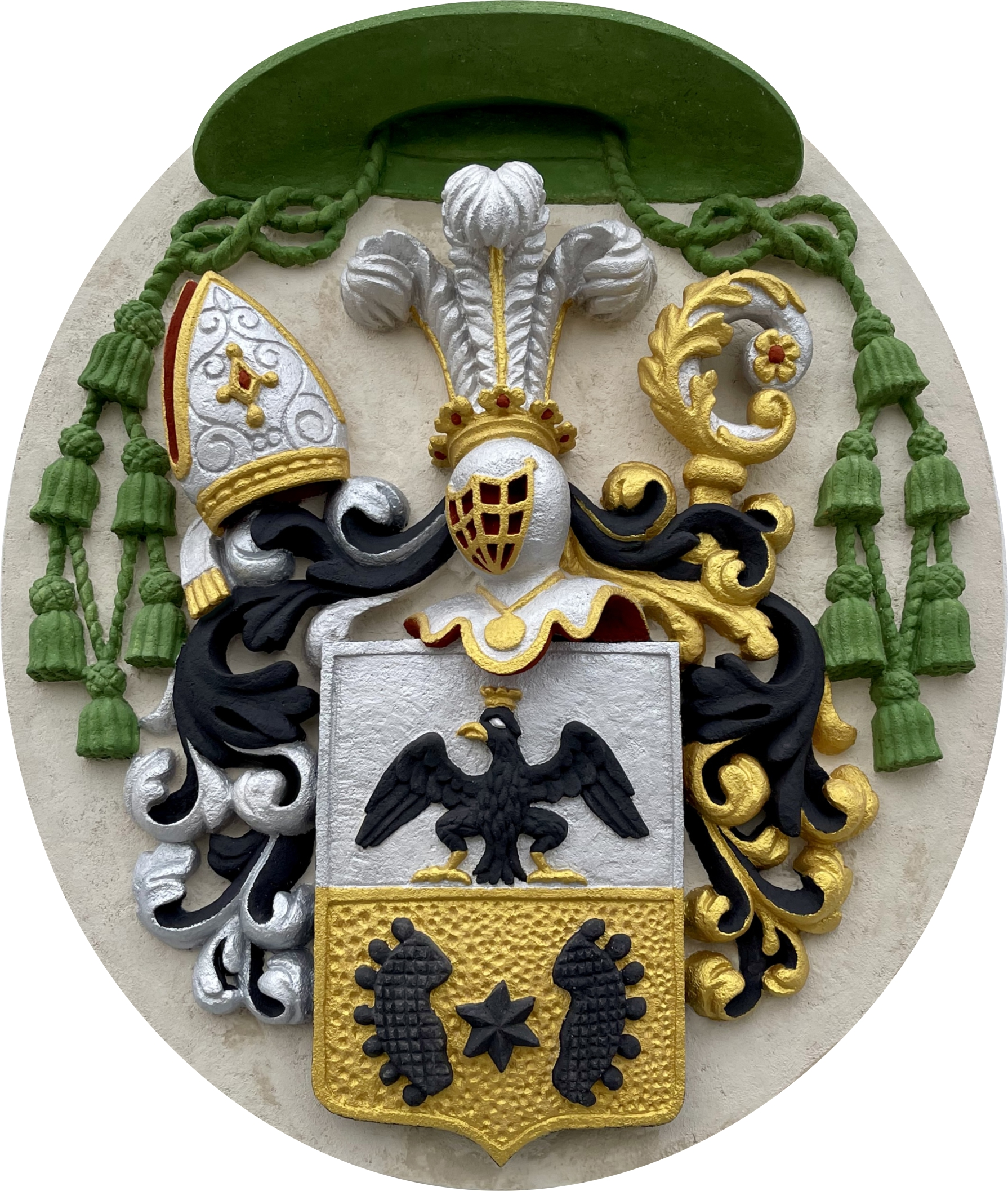
Vurum József püspöki címere Zsolnán

- Dictio... episcopi Magno-Varadinensis latini ritus, dum regimen suum dioecesis ritu solemni capesseret, habita Varadini in cathedrali ecclesia... 27. Junii 1822. Magno-Varadini
- Dictio... episcopi Nitriensis... dum regimen suae dioecesis ritu solemni capesseret, habita Nitriae in cathedrali ecclesia ad die 7. nov. 1827. Tyrnaviae
- Schematismus Dioec. Nitriensis pro anno 1829. Nitriae (Általa írt történeti bevezetéssel és jegyzetekkel ellátva.)
- Episcopatus Nitriensis ejusque praesulum memoria... Posonii, 1835